# 直角筝形

一个直角筝形

圆外切等腰梯形，直角筝形的对偶多边形

在欧几里得几何中，直角筝形（也称为正筝形）是指有一对角为直角的筝形。由于对角和相等且为180°，直角筝形属于圆内接四边形，由于对边和相等，满足皮托定理，直角筝形也属于圆外切四边形，较长的一条对角线为外接圆的直径。因此，直角筝形既有外接圆也有内切圆，属于双心四边形。直角筝形的对偶多边形是圆外切等腰梯形。